# 1249
Високе Середньовіччя •  Золота доба ісламу •  Реконкіста •  Хрестові походи •  Монгольська імперія

## Геополітична ситуація
На території колишньої Візантійської імперії існує декілька держав, зокрема Латинська імперія, Нікейська імперія та Трапезундська імперія. Фрідріх II Гогенштауфен є імператором Священної Римської імперії (до 1250). У Франції править Людовик IX (до 1270).
Апеннінський півострів розділений: північ належить Священній Римській імперії, середню частину займає Папська область, більша частина півдня належить Сицилійському королівству. Деякі міста півночі: Венеція, Піза, Генуя тощо, мають статус міст-республік, частина з яких об'єднана Ломбардською лігою.
Майже весь Піренейський півострів займають християнські Кастилія, Леон (Астурія, Галісія), Наварра, Арагонське королівство (Арагон, Барселона) та Португалія, під владою маврів залишилися тільки землі на самому півдні. Генріх III є королем Англії (до 1272), а королем Данії — Ерік IV (до 1250).
Ярлик від Золотої Орди на княжіння в Києві має Олександр Невський. Данило Романович править у Галичі. На чолі королівства Угорщина стоїть Бела IV (до 1270). У Кракові княжить Болеслав V Сором'язливий (до 1279).
У Єгипті, Сирії та Палестині править династія Аюбідів, невеликі території на Близькому Сході утримують хрестоносці. У Магрибі розпадається держава Альмохадів. Сельджуки, які окупували Малу Азію, опинилися під владою монголів. Монгольська імперія поділена між спадкоємцями Чингісхана. Північний Китай підкорений монголами, на півдні править династія Сун. Делійський султанат є наймогутнішою державою Північної Індії, а на півдні Індії домінує Чола. В Японії триває період Камакура.
Цивілізація майя переживає посткласичний період. Почала зароджуватися цивілізація ацтеків.

## Події
- Олександр Невський отримав у Золотій Орді ярлик на княжіння в Києві, куди направив свого намісника.
- Хрестоносці Сьомого хрестового походу на чолі з французьким королем Людовиком IX захопили Дам'єтту в Єгипті.
- Ломбардська ліга завдала поразки військам незаконного сина імператора Фрідріха II Енцо в битві при Фоссальті.
- Александра III короновано королем Шотландії.
- Війська міста Любек спалили Штральзунд і Копенгаген.
- Шведський регент Біргер Ярл захопив частину Фінляндії, насаджуючи там християнство.
- Бела IV переніс столицю Угорщини з Естергома в Буду.
- В Оксфордському університеті засновано Університетський коледж.
- Посольство Андре де Лонжюмо (посла Людовика IX) в Каракорум.